# Tribunale Arbitrale dello Sport
Il Tribunale arbitrale internazionale dello sport è un organismo giudiziario con sede a Losanna, in Svizzera.

## Competenze
Istituito nel 1984 e riconosciuto dal CIO, è posto sotto l'autorità amministrativa e finanziaria del Consiglio internazionale dell'arbitrato per lo sport. Si tratta di un organismo autonomo cui vengono affidate le controversie giuridiche, regolamentari e finanziarie in materia di sport, la cui soluzione non è prevista dalla Carta Olimpica e, in generale, dalle regole che gestiscono l'attività sportiva.
Fanno parte dell'ente, le cui sentenze sono inappellabili, 300 arbitri (giuristi o avvocati) provenienti da 87 paesi.
il Tas si occupa della risoluzione delle controversie, potendo anche dettare principi e norme generali che rientrano nel concetto di lex sportiva.

## Controversie
Durante i Giochi invernali del 2006, ebbe risonanza una decisione assunta dal TAS: accogliendo il ricorso della snowboarder Isabella Dal Balcon, l'ente impose alla FISI ed al CONI l'inserimento dell'atleta nella rappresentativa azzurra, in contrasto con i criteri selettivi precedentemente applicati dai due organismi tecnici italiani.
Un'altra situazione controversa si ebbe alle Olimpiadi 2008 quando il TAS consentì a Oscar Pistorius di partecipare alle gare come atleta normodotato, in contrasto con la decisione della IAAF.

## Lista di presidenti
- Kéba Mbaye (1984-2007)
- Mino Auletta (2008-2010)[5]
- John Coates (dal 2011)[6]